# Euenkrates elegans
Genre
Euenkrates elegans est une espèce de dermaptères de la famille des Chelisochidae. 

## Répartition
Euenkrates elegans est endémique où ce dermaptère se rencontre sur les îles de Java et Sumatra.

## Systématique
Le nom valide complet (avec auteur) de ce taxon est Euenkrates elegans (de Bormans (d), 1900).
L'espèce a été initialement classée dans le genre Chelisoches sous le protonyme Chelisoches elegans de Bormans, 1900,.
Euenkrates elegans a pour synonymes :
- Apterygida lingua Burr, 1902[4]
- Chelisoches elegans de Bormans, 1900
- Euenkrates burri Boeseman, 1954 (variété de elegans)
- Euenkrates inermis Boeseman, 1954 (variété de elegans)

### Publication originale
- (fr + la) A. de Bormans, « Quelques dermaptères du musée civique de Gênes », Annali del Museo Civico di Storia Naturale di Genova, Gênes, Tipografia del Regio Istituto Sordo-Muti (d), vol. 40,‎ 1900, p. 441-467 (ISSN 1122-6447, OCLC 10489012, lire en ligne).